# Glyptodon
Glyptodon (del griego γλυπτο (glypto), esculpido y δοντι (donti), diente «diente con surco o esculpido») es un género extinto de grandes mamíferos acorazados pertenecientes a la subfamilia Glyptodontinae, emparentado con los armadillos actuales, que vivió durante la época del Pleistoceno en América del Sur. Con su caparazón óseo redondeado y extremidades agazapadas, recuerda superficialmente a las tortugas, y a los dinosaurios anquilosaurios, como ejemplo de la evolución convergente de linajes distantes hacia formas similares.

## Descubrimiento
Aunque se dice que Charles Darwin encontró los primeros gliptodontes (la subfamilia), la primera mención del género Glyptodon en Europa se dio en 1823, en la primera edición del trabajo de Georges Cuvier Ossemens Fossiles. El (por entonces sin nombre) Glyptodon fue brevemente mencionado en una carta de Dámaso Antonio Larrañaga. Él había encontrado «un fémur... Este tenía cerca de siete libras, y tal vez seis u ocho pulgadas de ancho», así como parte de la cola. Por entonces, se creyó que el descubrimiento pertenecía a Megatherium, un tipo de perezoso terrestre gigante. Cuatro años más tarde un hombre llamado Friedrich Sellow encontró algunas placas del caparazón en arcilla a un metro de profundidad en Uruguay. Este descubrimiento reforzó la certeza de los académicos de que estos hallazgos eran de Megatherium, dado que los huesos de este perezoso extinto eran usualmente encontrados en condiciones similares y Cuvier había mencionado que este género poseía coraza.

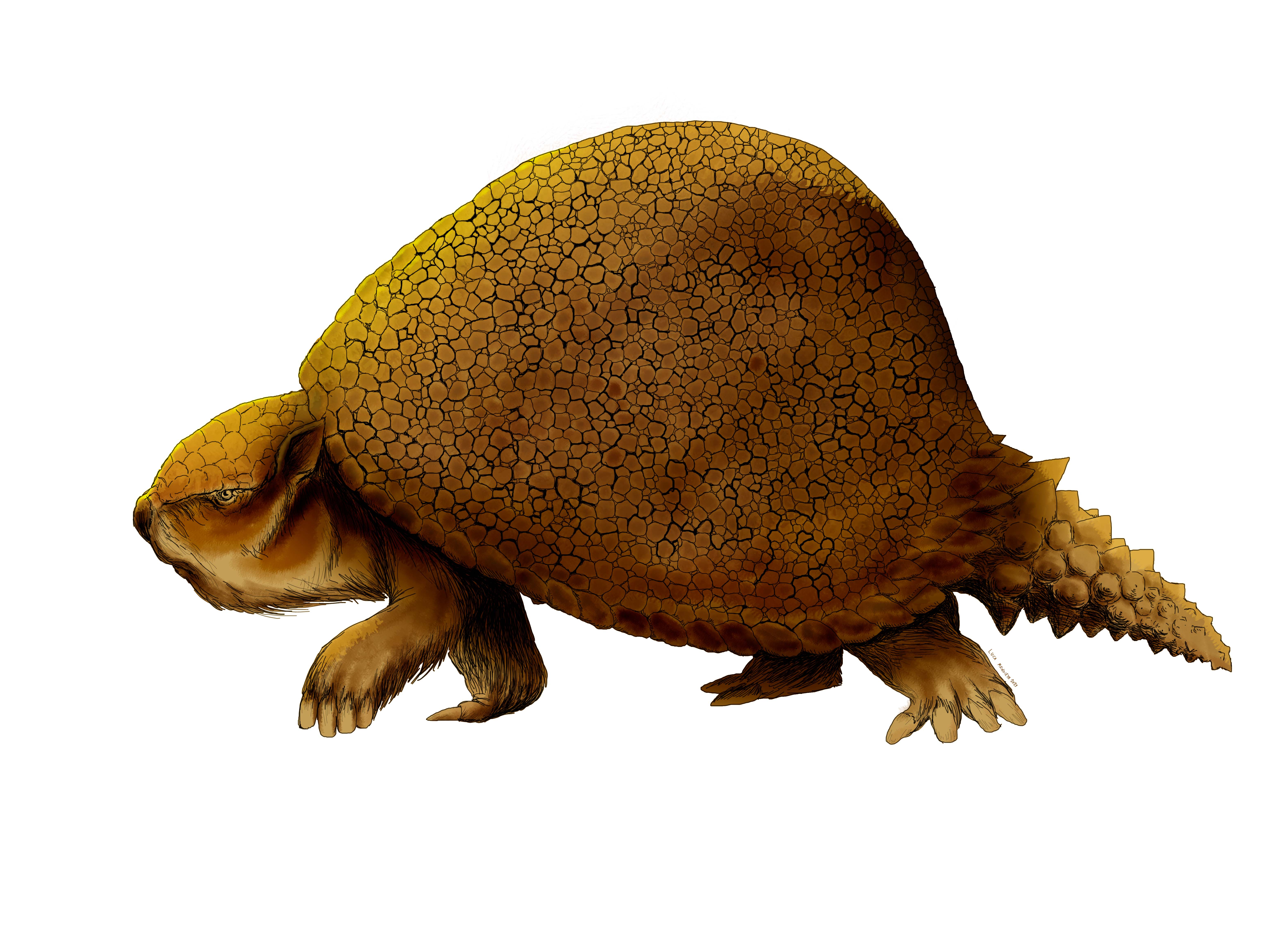
Recreación artística de un Glyptodon

Aunque algunos creían que la armadura se parecía a la de los armadillos modernos, la opinión popular era la hipótesis de que era Megatherium. No fue hasta que el profesor E. D'Alton escribió un comunicado a la Academia de Berlín en 1833 comparando las cercanas similitudes de estos fósiles misteriosos con los armadillos, que la comunidad científica consideró seriamente que las piezas de caparazón y los fragmentos de hueso podrían pertenecer a alguna versión prehistórica de un armadillo del género Dasypus. D'Alton dijo que «todas las peculiaridades del primero [Dasypus] pueden ser comparadas con las de este último resto fósil». Él concluyó que los fósiles pertenecían a alguna versión prehistórica de un armadillo. Sin embargo, dado que no se disponía en esa época de un esqueleto completo, indicó que su idea no era concluyente. Esta incertidumbre sobre sus restos fósiles continuó hasta que el naturalista danés Peter Wilhelm Lund identificó los restos como un nuevo género en un artículo de 1837.

### Denominación deGlyptodon

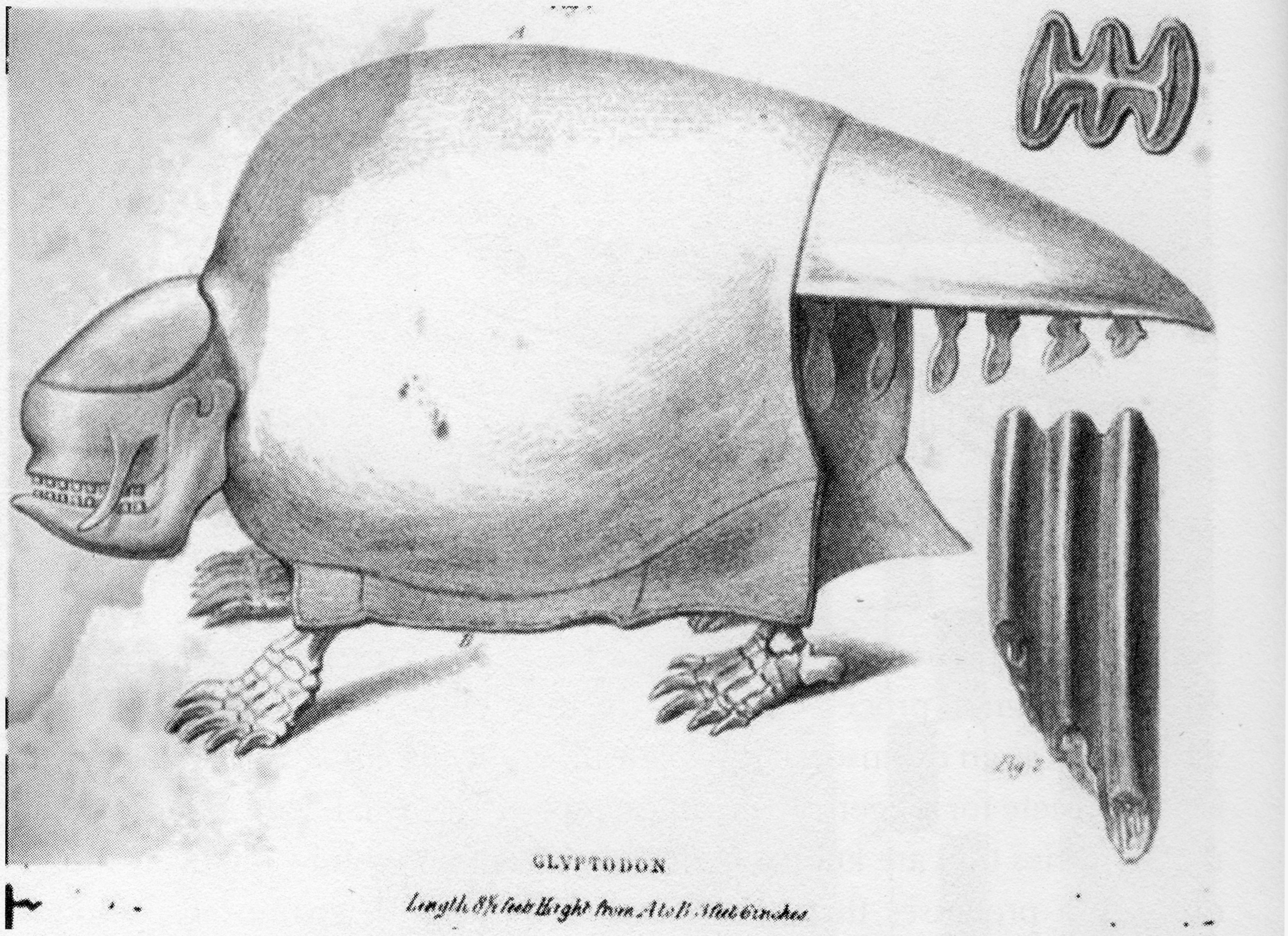
La reconstrucción de Richard Owen de 1839 del esqueleto de Glyptodon.

Cuando los académicos reconocieron el género Glyptodon, no hubo un consenso sobre cómo debía ser llamado. En 1837 Lund, un profesor que escribió una comunicación acerca de la fauna antigua del Brasil, sugirió que estas criaturas debían ser reconocidas como un nuevo género, Hoplophorus. En 1838, otro científico, el profesor Bronn, publicó en la segunda edición de su libro Lethaea Geognostica una propuesta para el nombre del nuevo género, Chlamydotherium. En la comunicación de D’Alton de 1839, fue llamado Pachypus. El entonces director del Museo de Historia Natural de Dijon, M. L. Nodot, había nombrado al género Schistopleuron.
Finalmente obtuvo un único nombre cuando el naturalista inglés Richard Owen señaló las similitudes de estos géneros que sus colegas describieron en sus publicaciones. Owen se dio cuenta de que todas aquellas representaciones correspondían a un mismo género, desde el caparazón a la estructura dental. Él decidió que el nombre debía ser Glyptodon, el cual significa "diente esculpido o tallado", nombre acuñado originalmente por Sir Woodbine Parish, el hombre que había enviado algunos fósiles de Glyptodon a Europa. Estos fragmentos de caparazón y huesos enviados fueron asiduamente estudiados en aquella época y ayudaron al reconocimiento del nuevo género.
Tras asentar el nombre del género, Owen continuó trabajando en su taxonomía. En 1845, después de analizar los fósiles de sus colegas, identificó y nombró cuatro especies dentro del género: G. clavipes, G. reticulatus, G. ornatus y G. tuberculatus.

## Evolución
Glyptodon es parte del superorden de mamíferos placentarios conocido como Xenarthra. Este clado de mamíferos también incluye a los osos hormigueros, los perezosos, armadillos, y los extintos perezosos terrestres y los pampatéridos.

## Hábitat y geografía

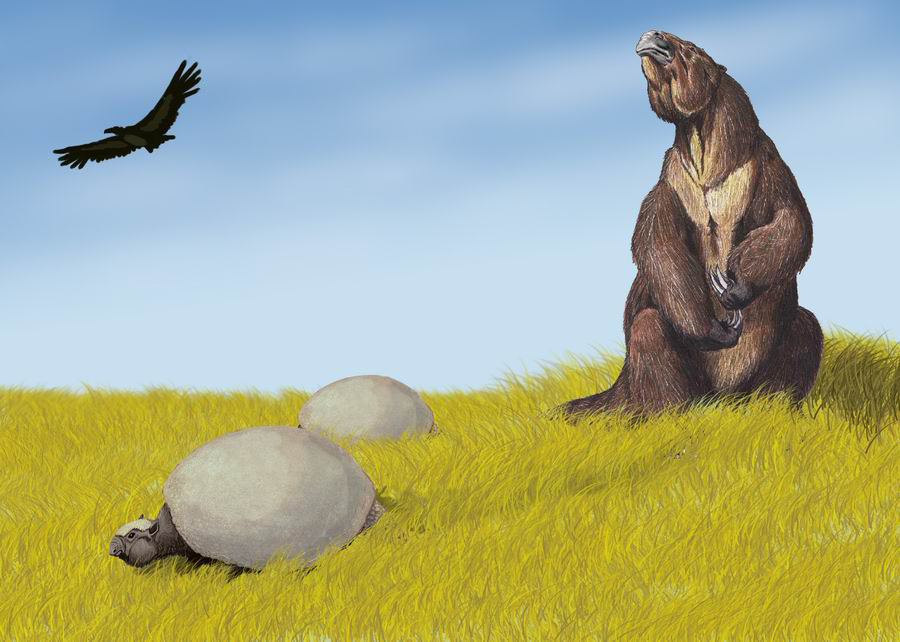
Recreación de Glyptodon en un ambiente sudamericano, junto a Megatherium.

Glyptodon se originó en América del Sur. Sus restos se han encontrado en Brasil, Colombia, Argentina, Uruguay, Bolivia y la sierra del Perú. De las especies de Glyptodon a las que se atribuyen restos descubiertos en Brasil, G. clavipes. Su distribución incluye el norte, nordeste y sureste de Brasil. Los restos de G. reticulatus solo se han hallado en el sur de Brasil.
Debido al pobre entendimiento de la morfología y la taxonomía, muchas de las especies del género fueron omitidas en su identificación así como su localización. Se han descubierto restos de gliptodontinos en países como Bolivia, Paraguay y Uruguay. Material anteriormente asignado a Glyptodon en el nordeste brasileño ha sido reasignado a  Glyptotherium, lo que restringe la distribución de Glyptodon a la región sur de Brasil. Sin embargo, dos osteodermos con características similares a las de Glyptodon se han encontrado en el estado de Sergipe en el nordeste, lo que sugiere que ambos géneros habitaban esta región durante el Pleistoceno.
Los ambientes de su rango abarcaban áreas forestadas así áreas de vegetación mixta cálidas y húmedas, así como áreas más frías y secas en las que predominaban los pastizales. Se ha observado también la presencia de este género en la parte suroeste de la cuenca amazónica, lo cual sugiere que la amplia diversidad de este género se debe a los climas diferentes dentro de su rango.
Durante el Gran Intercambio Biótico Americano, una serie de migraciones que ocurrieron tras la conexión entre Norte y Suramérica debido al surgimiento del istmo de Panamá, Glyptodon migró hacia Centroamérica llegando tan lejos como Guatemala. Un género emparentado cercanamente, Glyptotherium, alcanzó la región sur de los actuales Estados Unidos hace unos 2.5 millones de años.

## Alimentación

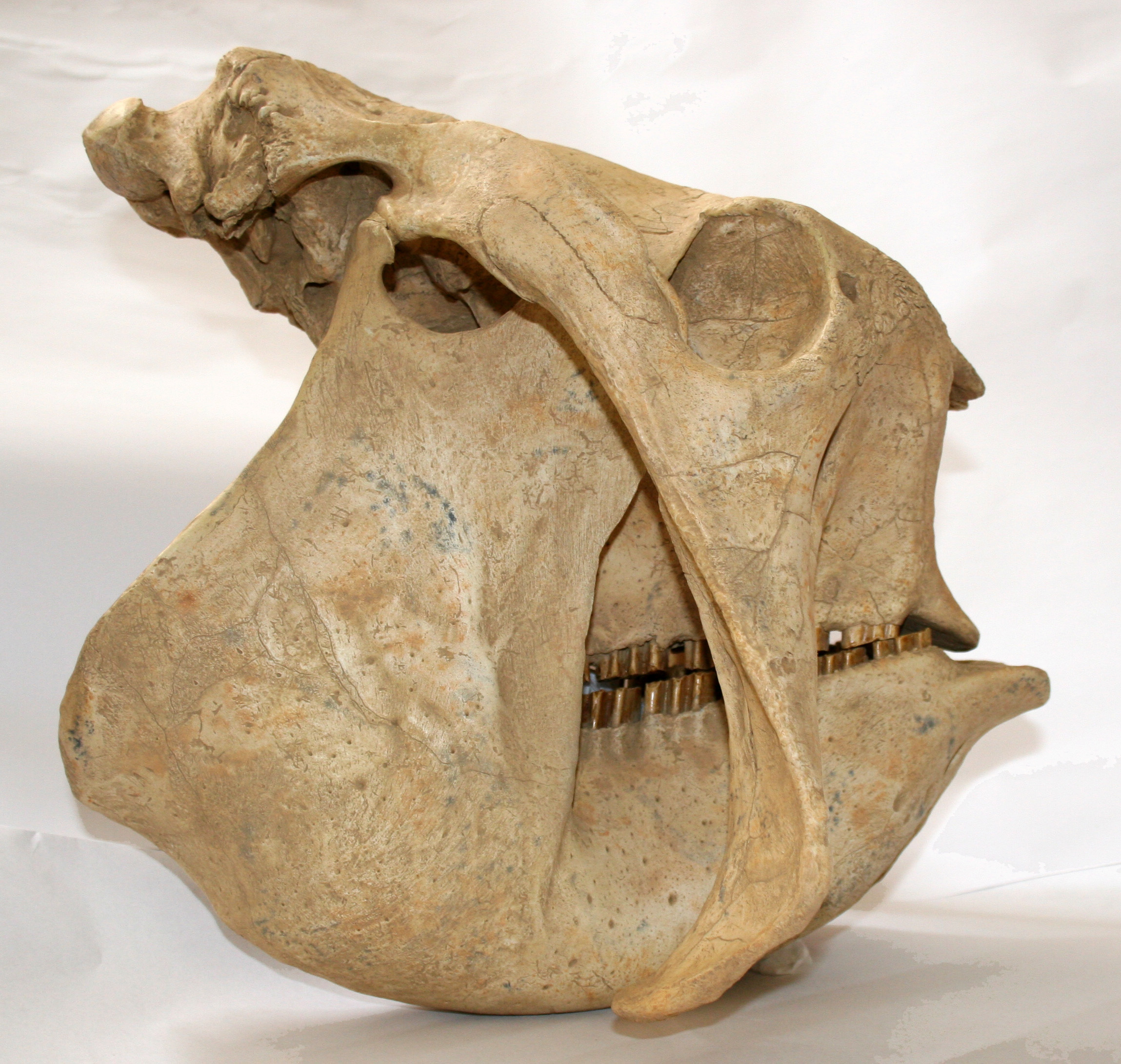
Cráneo visto de lado.

Se pueden distinguir a dos grupos principales de gliptodontinos por sus hábitos alimenticios. Los propaleoploforinos de pequeño tamaño del Mioceno inferior tenían hocicos estrechos, mientras que los grandes gliptodontinos posteriores al Mioceno desarrollaron hocicos anchos. Los gliptodontinos menores eran selectivos al comer, mientras que los grandes ingerían mayores volúmenes de comida. Sin embargo, debido a su forma corporal y a la fusión de vértebras cervicales, Glyptodon y sus parientes necesariamente tenían que alimentarse cerca del suelo. Su articulación craneomandibular limitaba su mandíbula a movimientos de lado a lado.
Los hábitos alimenticios de Glyptodon, basándose en su morfología dentaria, eran claramente herbívoros. Glyptodon tenía una “elaboración de las crestas de osteodentina en sus molares que le proporcionaban un efectivo molino triturador, causando que las partículas de alimento fueran empujadas y cortadas a través del movimiento constante de la mandíbula, permitiéndole a Glyptodon satisfacer sus necesidades dietarias.” Poseía además una musculatura en el hocico bien desarrollada, junto con una región del cuello móvil que le ayudaba a asegurar la aprehensión del alimento.
Como muchos otros xenartros, los gliptodontinos debieron tener requerimientos energéticos más bajos que los de otros mamíferos. Ellos podían sobrevivir con menores tasas de ingestas que otros herbívoros con una masa similar.
Glyptodon pastaría cerca de las fuentes de agua como ríos y lagos. Basándose en el análisis de isótopos estables, es evidente que su dieta consistía principalmente de árboles dicotiledóneos y pastos monocotiledóneos.

## Comportamiento
Se cree que los gliptodontinos realizaban luchas entre miembros de su misma especie. Los expertos presumen que dado que la cola de Glyptodon era muy flexible y poseía anillos de placas óseas, era usada como arma en las luchas. Esto indica que estos animales luchaban entre sí, estableciendo disputas similares a las luchas entre machos de ciervos, que usan sus astas. Aunque su cola pudo haber sido usada para la defensa contra los depredadores, la evidencia sugiere que la cola de Glyptodon se usaba principalmente en ataques contra los de su propia especie. Un fósil de G. reticulatus mostraba daños hechos en la superficie de su caparazón. Usando simulaciones matemáticas y físicas, un grupo de paleontólogos calculó la cantidad de fuerza requerida para romper el caparazón de Glyptodon. Los cálculos mostraron que las colas de Glyptodon ciertamente eran capaces de romper esa defensa, por tanto reforzando la idea de que se usaban en la práctica de luchas intraespecíficas.

## Anatomía

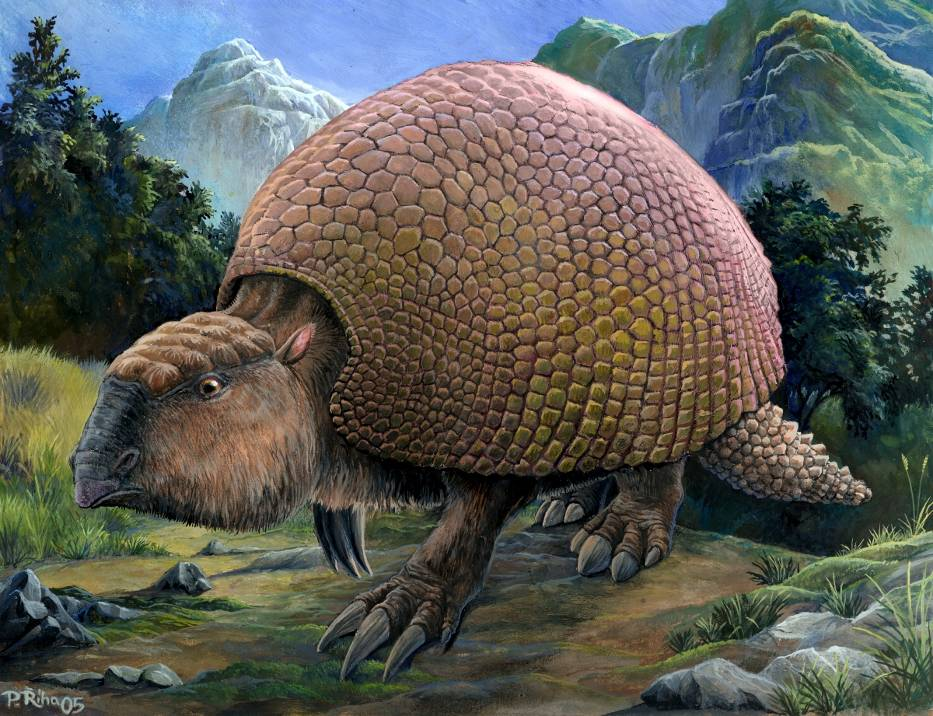
Recreación artística.

Glyptodon medía unos 3.3 metros de longitud, 1.5 metros de altura y pesaba más de dos toneladas.

### Cráneo
El pasaje nasal estaba reducido y poseía grandes puntos de sujeción muscular para algún propósito desconocido. Algunos han especulado que estos puntos de sujeción eran para una probóscide o trompa, como ocurre en los tapires o los elefantes. Las mandíbulas era altas y ayudaban a apoyar los grandes músculos masticatorios para moler las plantas ásperas y fibrosas. Los dientes se parecían a los de los armadillos, pero poseían profundos surcos de cada lado. Los dientes anteriores eran aplanados, mientras que los posteriores eran cilíndricos. Una distintiva proyección ósea salía del hueso de la mejilla extendiéndose hacia abajo sobre la mandíbula, quizás para proporcionar un punto de apoyo adicional para los músculos masticatorios. Otra idea, sugerida por A. E. Zurita y colaboradores, que los grandes senos nasales podrían correlacionarse con el clima árido y frío del Pleistoceno en Suramérica.

### Osteodermos

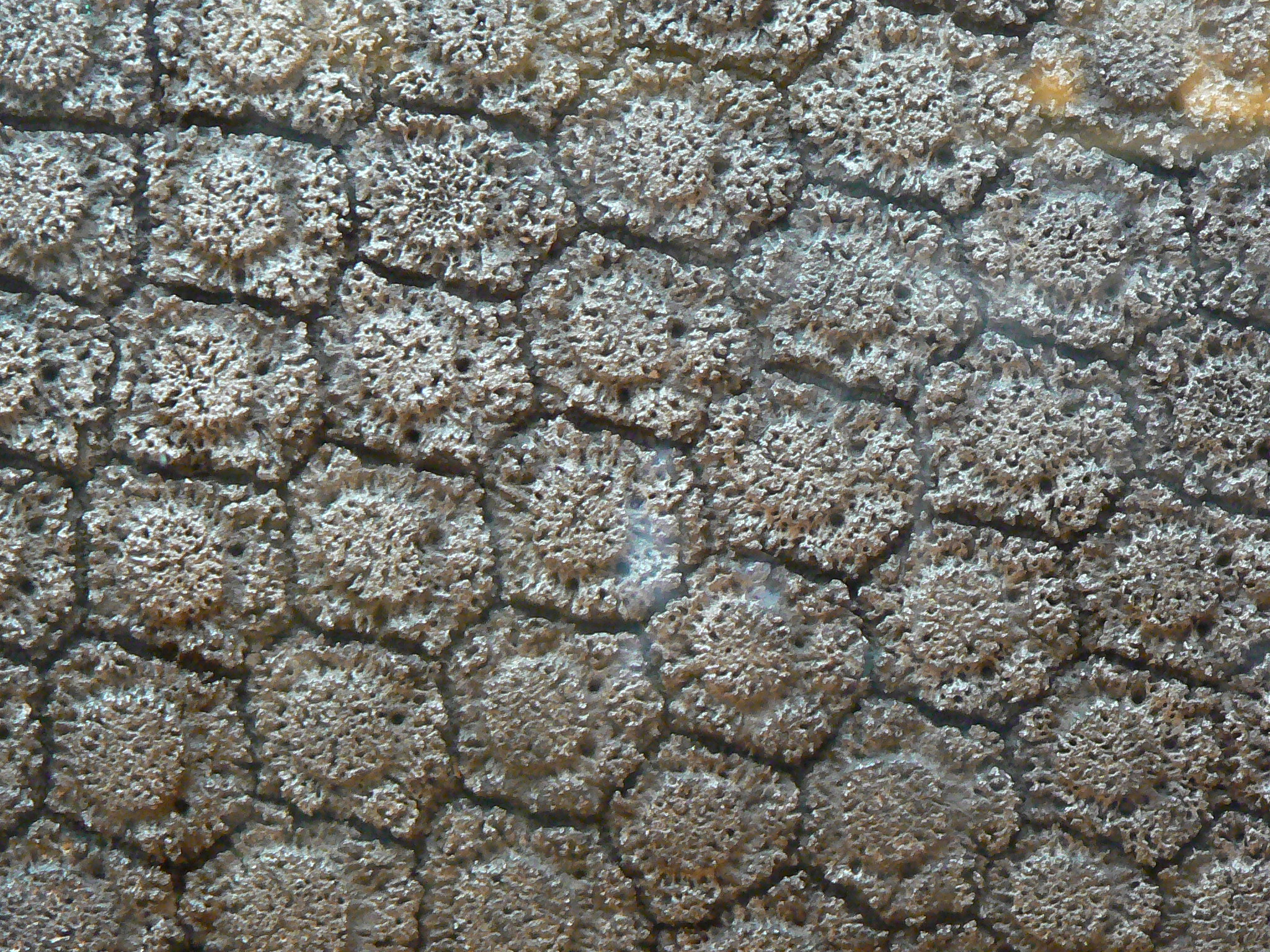
Acercamiento del caparazón.

Antes del Pleistoceno, los osteodermos de Glyptodon estaban sujetos por sinostosis y se hallaban dispuestos en filas dobles o triples en el frente y los lados de los bordes del caparazón, así como en la armadura de la cola y el escudo cefálico. Los osteodermos del caparazón eran cónicos con una punta redondeada, mientras que los de la cola eran solo cónicos. Los surcos entre estas estructuras alras eran profundos y anchos con líneas paralelas.
A principios de la década del 2000, se confirmó la presencia de osteodermos en el rostro, las extremidades traseras y el vientre de varias especies de Glyptodon. Los fósiles con estas características datan del Pleistoceno. Estos osículos pequeños y medianos estaban de hecho insertos en la dermis y no se conectaban formando un patrón.
La aparición de este nuevo rasgo coincide con la llegada de los depredadores norteamericanos a América del Sur como parte del Gran Intercambio Biótico Americano, después de la conexión de ambas masa continentales hace unos tres millones de años. Por esta razón, algunos científicos han hipotetizado que los osteodermos se desarrollaron como un mecanismo de defensa y ataque. Esta idea es reforzada por el descubrimiento de una armadura dorsal fracturada, lo cual implica que Glyptodon estuvo en conflictos físicos con otras especies.

### Caparazón

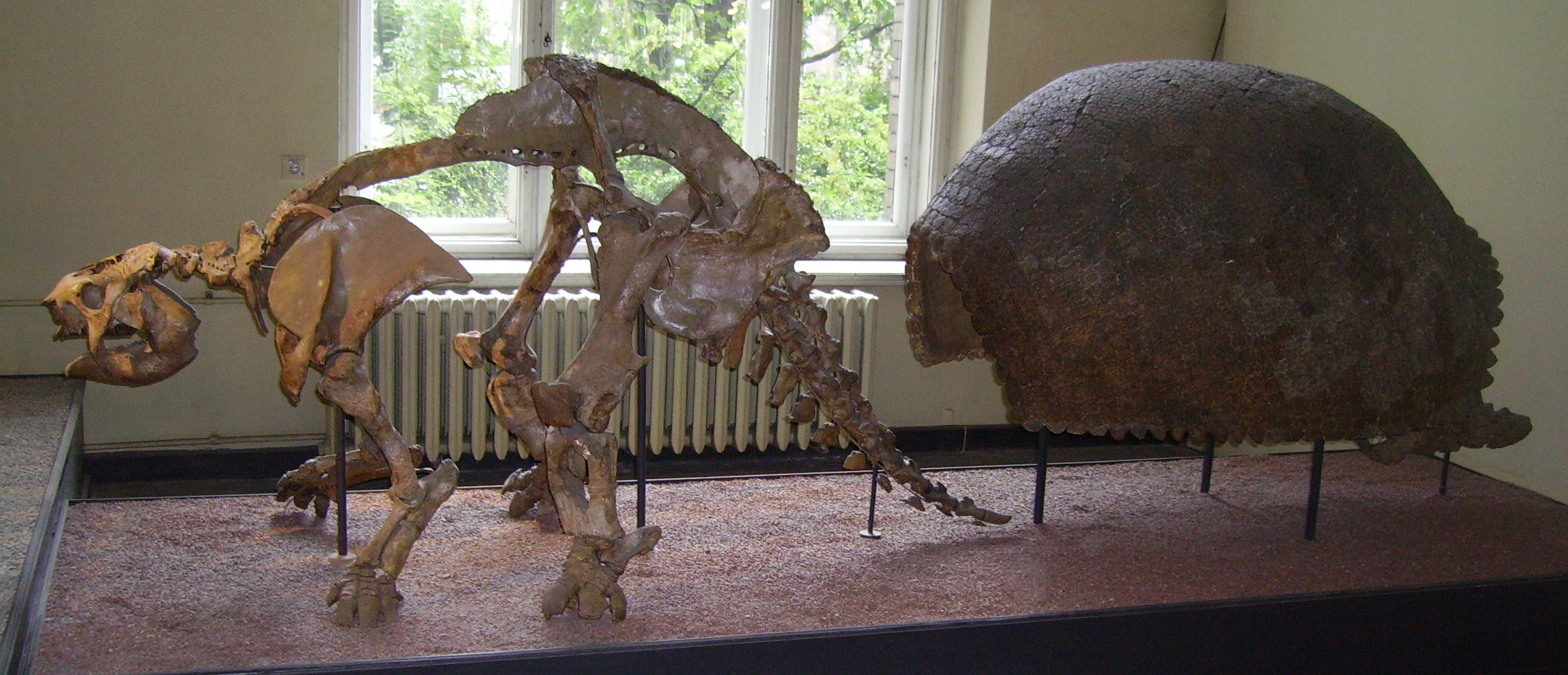
Esqueleto y caparazón de Glyptodon, Museo de Historia Natural de Berlín.

El caparazón estaba cubierto por más de 1000 placas óseas de 2.5 cm de grosor, los osteodermos. Cada especie de gliptodontino tenía su particular tipo de patrón de osteodermos y forma del caparazón. Con esta protección, se encontraban resguardados como las tortugas, pero a diferencia de la mayoría de estos reptiles, no podían recoger hacia adentro su cabeza; a cambio, poseían un escudo óseo sobre la parte superior del cráneo. Incluso la cola de Glyptodon poseía anillos de hueso para protegerse. Este enorme caparazón necesitaba de un considerable apoyo, el cual se evidencia por características como las vértebras fusionadas, las extremidades cortas y macizas, y una ancha cintura escapular.

### Cola

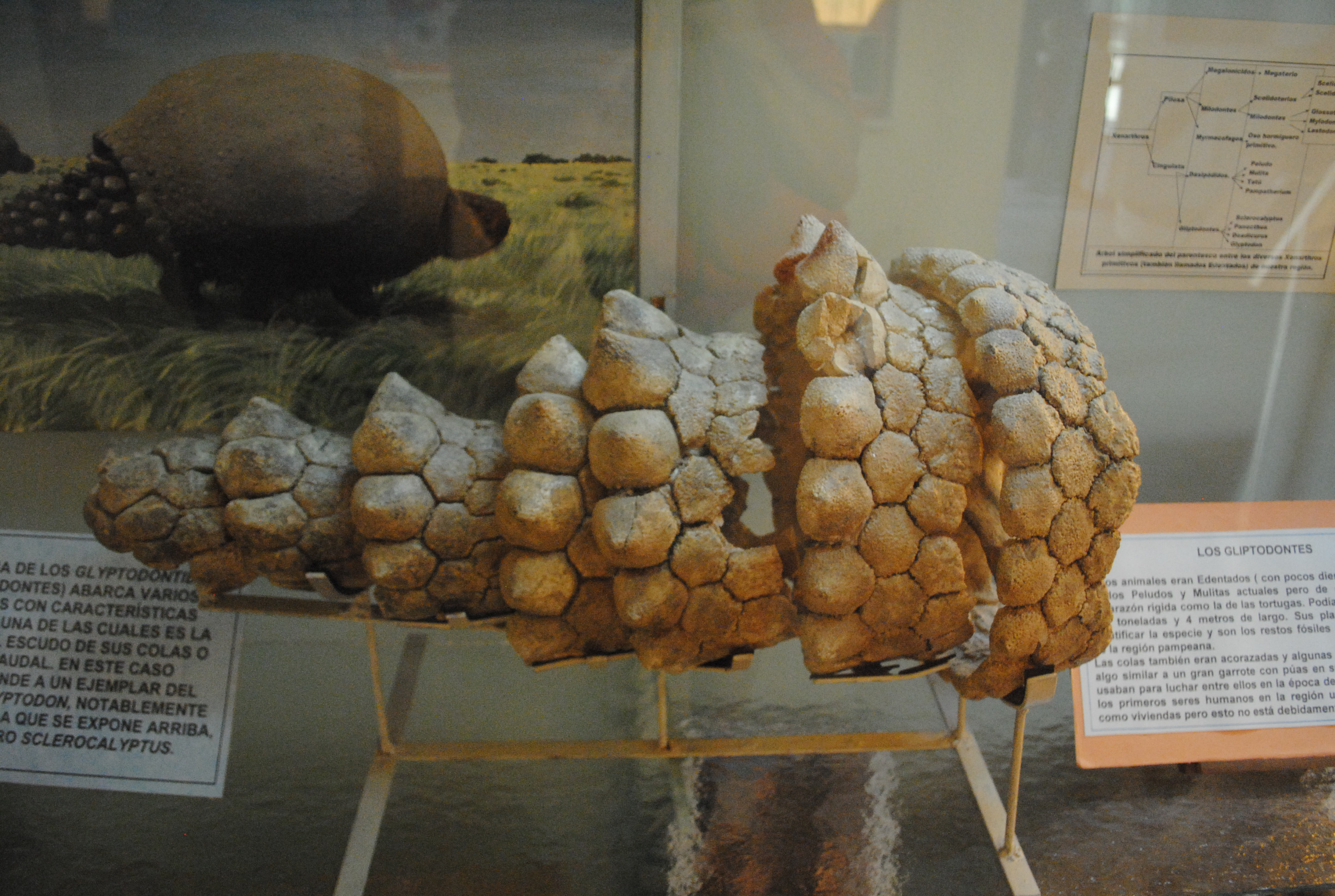
Armadura de la cola en el Museo Municipal Punta Hermengo, Miramar.

Hay ciertas diferencias en la morfología de la cola entre las especies de este género. Algunas especies, como Glyptodon clavipes, tenían la cola cubierta por anillos óseos libres de estructuras dérmicas que la convertían en un apéndice fuerte, flexible y móvil. Esto le permitía al mamífero usar sus músculos para mover su cola con fuerza de lado a lado.
Los anillos de las colas de otras especies estaban fusionados entre sí, lo que hacía que la cola fuera básicamente una única pieza de hueso rígido. Estos anillos medían más de 1 milímetro de ancho. Sin embargo, los anillos cercanos al cuerpo del animal no eran rígidos, lo que le permitía mover la cola en forma parecida a como usa un bate un jugador de béisbol. En el extremo de la cola algunas especies de Glyptodon poseían espinas compuestas de queratina. El anillo accesorio, o primer anillo caudal tenía una fila doble de osteodermos pequeños. La fila proximal tenía varios escudos pentagonales; la fila distal incluía más escudos pentagonales grandes que la fila caudal. Los escudos de la fila proximal tenían una forma convexa, y cada escudo tenía un par de folículos pilosos. El segundo anillo es el primer anillo caudal completo y el de mayor tamaño. Consistía de dos filas completas de escudos suturados. Los escudos distales son más grandes, y los márgenes libres están redondeados produciendo una apariencia parecida a la de un abanico. El tercer anillo es muy parecido al segundo excepto por su menor tamaño y que algunos de sus escudos en la fila distal alcanzan el margen proximal, aglomerando los escudos proximales y haciendo que la fila proximal quede incompleta a pesar de tener el mismo número de escudos (20) en ambas filas. Los anillos cuarto al décimo tienen diámetros sucesivamente más pequeños mientras que su longitud máxima se incrementa hacia atrás. Estos anillos tiene  filas dobles de escudos, y su número cae en cada fila de manera sucesiva. Glyptodon puede haber usado su cola en competiciones por recursos o por ganar el derecho a aparearse.

### Columna vertebral
Glyptodon tenía trece vértebras consecutivas. Cuatro de las trece vértebras anteriores están tan apretujadas que apenas si se distinguen. Las demás vértebras están conectadas por suturas, las cuales se van apartando más conforme llegan a la parte posterior. Cada centro de las vértebras es una delgada placa ósea que se curva de tal manera que forma un cilindro hueco. El cilindro en las vértebras tiene un diámetro mayor cerca del frente y mucho menor en la parte posterior. Las vértebras anteriores son tan anchas como la parte posterior del hueso trivertebral. Luego las vértebras se estrechan rápidamente hasta alcanzar la cuarta vértebra la cual no tiene más de tres quintos del ancho de la primera.

### Vista
La acromatopsia o monocromatismo es una rara condición caracterizada por la ausencia de conos fotorreceptores en los ojos de los vertebrados. Esto resulta en ceguera al color y baja agudeza visual en condiciones de luz débil y ceguera en condiciones de luz brillante. Los xenartros muy probablemente solo usan su visión en la noche, durante el ocaso y en sus madrigueras. Sin embargo, el sotobosque de las selvas sudamericanas puede haber sido lo suficientemente oscuro durante el día como facilitar la visión limitada a las especies que habitan allí. El duro caparazón de Glyptodon y su gran tamaño corporal puede haber compensado su inhabilidad de ver a los depredadores aproximándose.

## Depredación

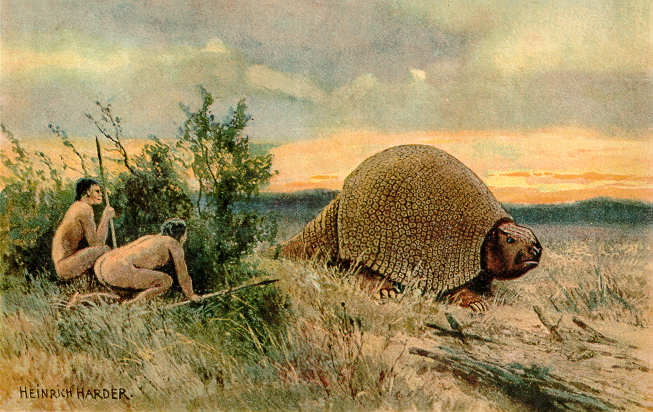
Humanos cazando a un Glyptodon, por Heinrich Harder.

La evidencia de depredación de gliptodóntidos es muy escasa, limitada a un cráneo del Plioceno de Norteamérica (Glyptotherium) y algunos especímenes del Pleistoceno tardío al inicio del Holoceno en Sudamérica, con signos de consumo por parte de humanos.

## Extinción
Algunas evidencias han sugerido que los humanos llevaron a los gliptodontes a su extinción. Los cazadores pueden haber usado los caparazones de los animales muertos como refugios para las inclemencias climáticas. Evidencia de los sitios arqueológicos de Campo Laborde y La Moderna en las pampas argentinas sugieren que el pariente de Glyptodon Doedicurus y otros gliptodontes sobrevivieron hasta inicios del Holoceno, coexistiendo con los humanos por al menos 4000 años. Esta superposición proporciona apoyo para los modelos que postulan que las extinciones del Pleistoceno en América del Sur resultaron de una combinación de cambios climáticos y causas antropogénicas. Estos sitios han sido interpretados como lugares de carnicería de megafauna (Megatherium y Doedicurus); sin embargo, esta cronología ha sido problemática y controvertida, debido a la mala preservación del colágeno usado para la datación.